# Мар'ян Гемар

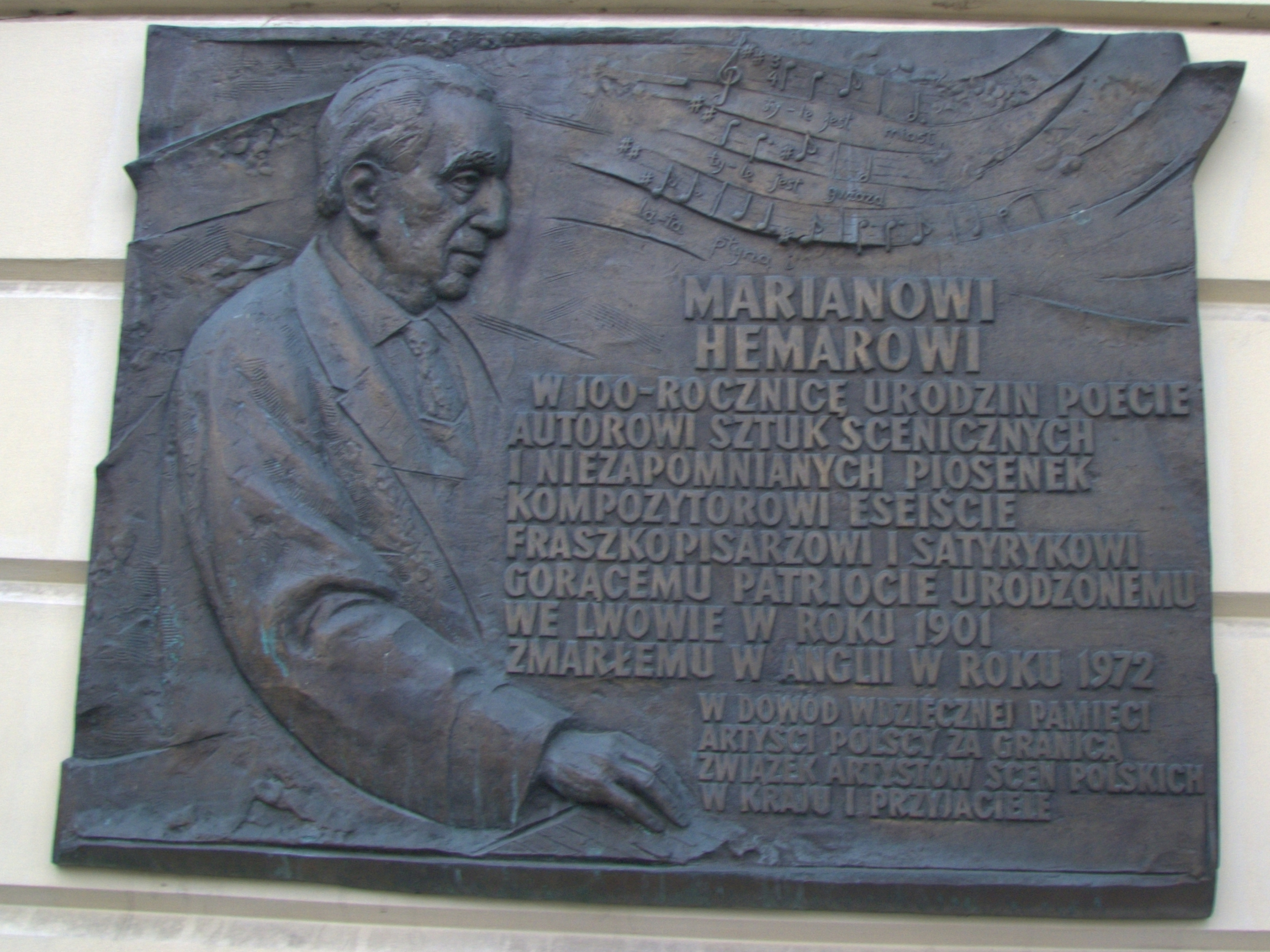
Пам'ятна дошка Маріну Гемару у Варшаві

Мар'ян Гемар (справжнє ім'я — Ян Мар'ян Гешелес (пол. Jan Marian Hescheles); псевдоніми — Ян Мар'янський (пол. Jan Mariański), Маріан Валенрод (пол. Marian Wallenrod), Гаримен (англ. Harryman) та інші; 6 квітня 1901, м. Львів — 11 лютого 1972, м. Доркінґ, Велика Британія) — польський поет, сатирик, драматург, перекладач та автор пісень.
Мар'ян Гемар був автором текстів понад двох тисяч пісень, серед яких такі відомі хіти як «Коли знову зацвіте білий бузок», «Той вусик», «Ніхто, тільки ти», «Може колись, іншим разом», «Є одна, єдина».

## Біографія
Мар'ян Гемар народився в єврейській родині Ігнатія та Берти. Його братом був Генрик Гешелес, а кузином Станіслав Лем (мама Гемара і батько Лема були братом та сестрою). В університеті Яна Казимира у Львові він вивчав філософію та медицину. Вже під час навчання Мар'ян писав сатиричні твори. Після закінчення університету виїхав на три місяці в Італію, звідки надсилав дописи у «Вранішню Газету», з підзаголовком з Італії. Брав участь у битвах за Львів 1918—1920 років на польському боці.
у 1925 році Гемар переїхав до Варшави, там працював разом з Юліаном Тувімом в літературному кабаре «Qui Pro Quo», «Banda» i «Cyruliku Warszawskim». Разом із Тувімом, Лехонем та Слонімським він був автором багатьох ескізів та анекдотів. Його літературна спадщина величезна: понад 3000 неймовірно популярних пісень, для яких він сам писав музику, сотні віршів, кільканадцять драм і радіо-ефірів. Гемар був також співпрацівником «Літературних Новин» і «Новин», а також директорон театру «Нова Комедія» (1934—1935). У 1939 році його пісня «Той вусик» (у виконанні Людвика Семполінського у відомому ревю «Орел чи Решка»), яка викликала протест посла Німеччини у Варшаві.
Після вибуху другої світової війни, у вересні 1939 року, Мар'ян дістався до Румунії. у 1940—1941 роках у складі Самостійної Бригади Карпатських Стрільців брав участь у бойових діях у Палестині та Єгипті. У війську проводив культурно-освітню роботу. Наказом головнокомандувача Владислава Сікорського на початку 1942 року був переведений до Лондона. Там Гемар працював у Міністерстві інформації та документації, де метою його роботи була боротьба з різною пропагандою, особливо німецькою, а також й англійською.
Після війни він залишився в Лондоні. Керував там польським театром в клубі емігрантів. Співпрацював з Владою Маєвською, музою «Веселої Львівської Хвилі». Вів також одноосібний «Театр Гемара» — щотижневе радіо кабаре на «Радіо Вільна Європа». На ньому Мар'ян Гемар читав віршовані коментарі до актуальних подій.
Про себе писав: «Моя гаряча любов не може погодитися з іншою Польщею, тільки найкращою, найшляхетнішою, найввічливішою в світі. Мене навчили так любити Словацький, Жеромський та Пілсудський». Гемар був безкомпромісний й до останнього був вірний правді та справедливості, не визнавав комуністичного поневолення Польщі. Його твори були заборонені цензурою ПНР.
В його поезії виразно закріпилися два напрямки — жарт і сатира, а також туги. Окрім пісень, віршів, драм і радіо програм він був автором ліричних віршів, сатир, фрашок, пародій. Перекладав (усі сонети Шекспіра, половину од Горація), писав драматичні твори від драм до музичних комедій, одноактових спектаклів присвячених Александерові Фредру, Янові Кохановському, Фридерику Шопену. Займався також прозою: писав репортажі, фейлетони, есе, літературну критику, а навіть політичний трактат про Гітлера.
Його першою дружиною була акторка та співачка Марія Модзелевська, але подружжя розпалося у серпні 1939 року. Через вибух другої світової війни, тривалу розлуку з дружиною, яка виїхала у США, незрозумілу інформацію, яку вона переказувала, а також сильну особисту травму Гемар не цікавився формальним статусом подружжя. 18 липня 1946 року, у Лондоні, він одружився з американською танцівницею та акторкою Кароль Ен Ерік. Офіційне розлучення з Модзелевською Гемар отримав у Нью-Йорку у 1956 році.
Помер Гемар у містечку Лайт Хіл, що неподалік Лондона. Похований разом зі своєю американською дружиною на цвинтарі Колд Харбор, що поблизу містечкуа Лайт Хіл.

## Публікації
- 2000 — Дім є далеко, Польща завжди близько: вибрані вірші та пісні;
- 1994 — П'ять сценічних драм;
- 1991 — Коли знову зацвіте білий бузок: вибрані твори;
- 1971 — Куликівський хліб;
- 1971 — Старосвітські вірші;
- 1968 — Стіна усмішки;
- 1968 — Різня Праги;
- 1963 — Чим далі в ліс: вірші;
- 1947 — Патетичні сатири;
- 1946 — Лондонські роки (збірник поезії);
- 1943 — Адольф Великий: памфлет і ліричні відступи;
- 1943 — Морквочка: сатиричний щоденник;
- 1936 — Троянський кінь.

## Вшанування
У 2009 році на його честь названо вулицю та встановлено меморіальну таблицю у Варшаві, а 2012 року — у Гданську.